# الخمسة الغريبة (ألبوم)
الخمسة الغريبة هوالألبُوم السابق المعروف لدى Quantic، الذي صدر في 31 مايو 2001.

## مسارات التسجيل
- [00:00:00] 01. مقدمة
- [00:00:43] 02. 5 الغريبة
- [00:04:51] 03. الثعابين في العشب
- [00:10:03] 04. لانهائية الانحدار (عينة مأخوذة من فيلم الهروب من كوكب القرود)
- [00:13:24] 05. الحياة في المطر
- [00:19:57] 06. الطريق طويل أمامنا
- [00:23:45] 07. المعرفة المشتركة
- [00:29:58] 08. الصورة من الداخل
- [00:34:11] 09. من خلال هذه العيون
- [00:39:32] 10. الوقت هو العدو
- [00:43:12] 11. في مفتاح الأزرق
- [00:50:05] 12. معنى

## وصلات خارجية
- الألبوم الرسمي الصفحة